# Joe O’Donnell
Joseph Roger O’Donnell (* 7. Mai 1922 in Johnstown, Pennsylvania; † 9. August 2007 in Nashville, Tennessee) war ein US-amerikanischer Fotograf. Weltbekannt wurde er durch die Aufnahmen der Zerstörung durch die Atombomben auf Hiroshima und Nagasaki am Ende des Zweiten Weltkrieges, welche er als Angehöriger der amerikanischen Marineinfanteristen in Japan fotografierte.